# ヨセフとポティファルの妻 (ティントレット)
『ヨセフとポティファルの妻』(ヨセフとポティファルのつま、英: Joseph and Potiphar's Wife) は、現在マドリードのプラド美術館にあるヤコポ・ティントレットによる1555年ごろの油彩画である。『ウルカヌスに驚かされるヴィーナスとマルス』（アルテ・ピナコテーク）、『レダと白鳥』(ウフィツィ美術館)とほぼ同時期に制作された。 主題のヨセフとポティファルの妻の物語は、旧約聖書からのものである（創世記 39:1–23）。
絵画は、ヴェネツィアへの2回目の訪問中に、ディエゴ・ベラスケスによってスペイン国王フェリペ4世のために他の5点の旧約聖書主題の絵画と一緒に購入された。他の5点は、『スザンナと長老たち』、『アハシュエロスの前のエステル』、『川から救われるモーセ』、『ユーディットとホロフェルネス』、『シバの女王のソロモン訪問』であり、現在すべてプラド美術館に所蔵されている。これらの作品の見あげる視点は、天井を飾っていた可能性があることを示唆している。

## ギャラリー

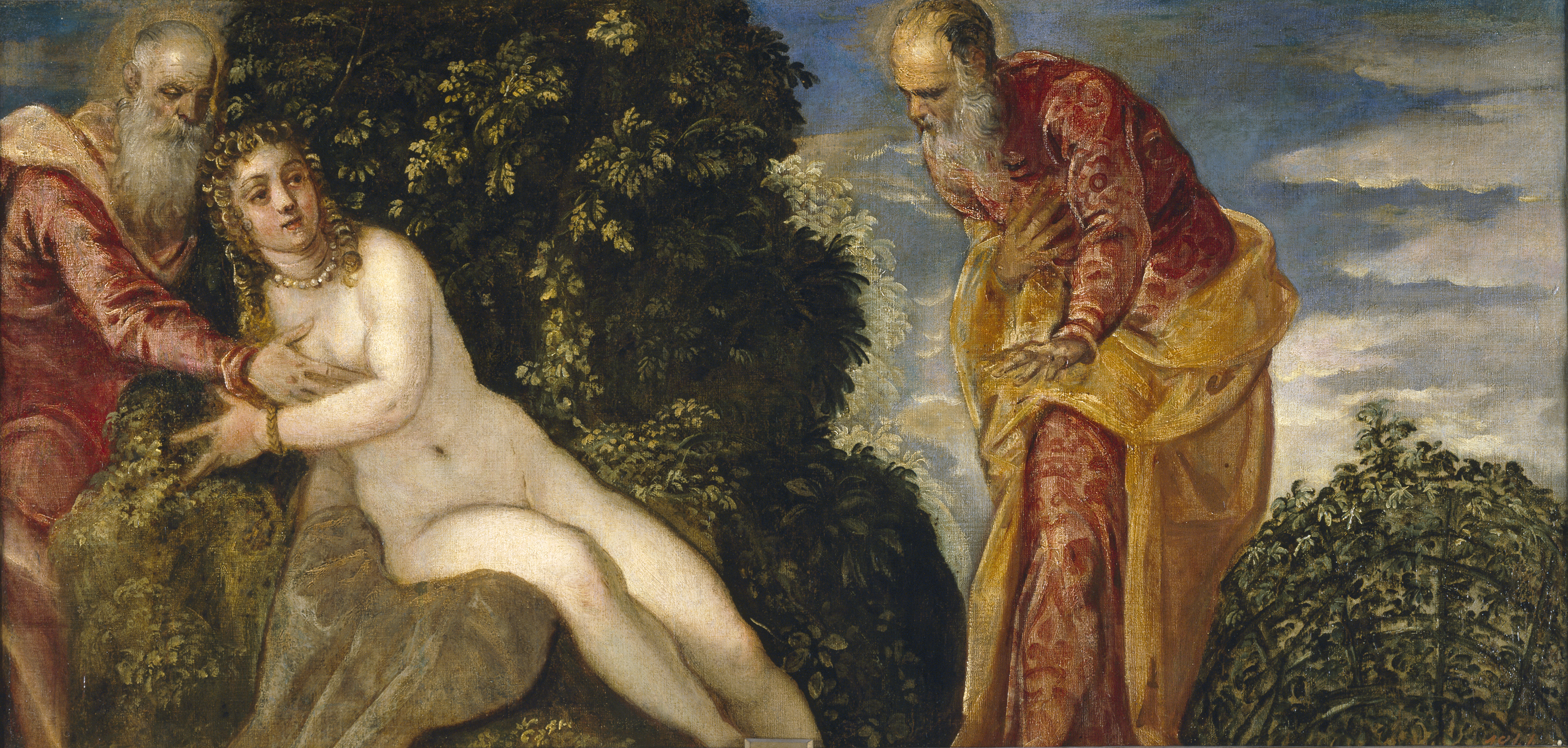
『スザンナと長老たち』(1555年ごろ)　プラド美術館所蔵
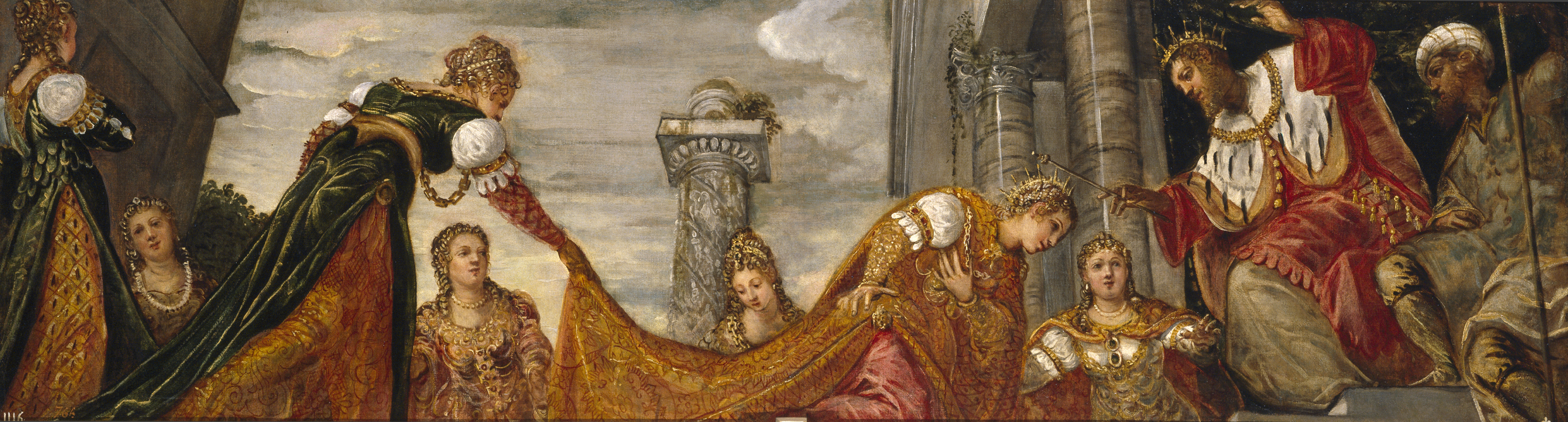
『アハシュエロスの前のエステル』(1555年ごろ)　プラド美術館所蔵
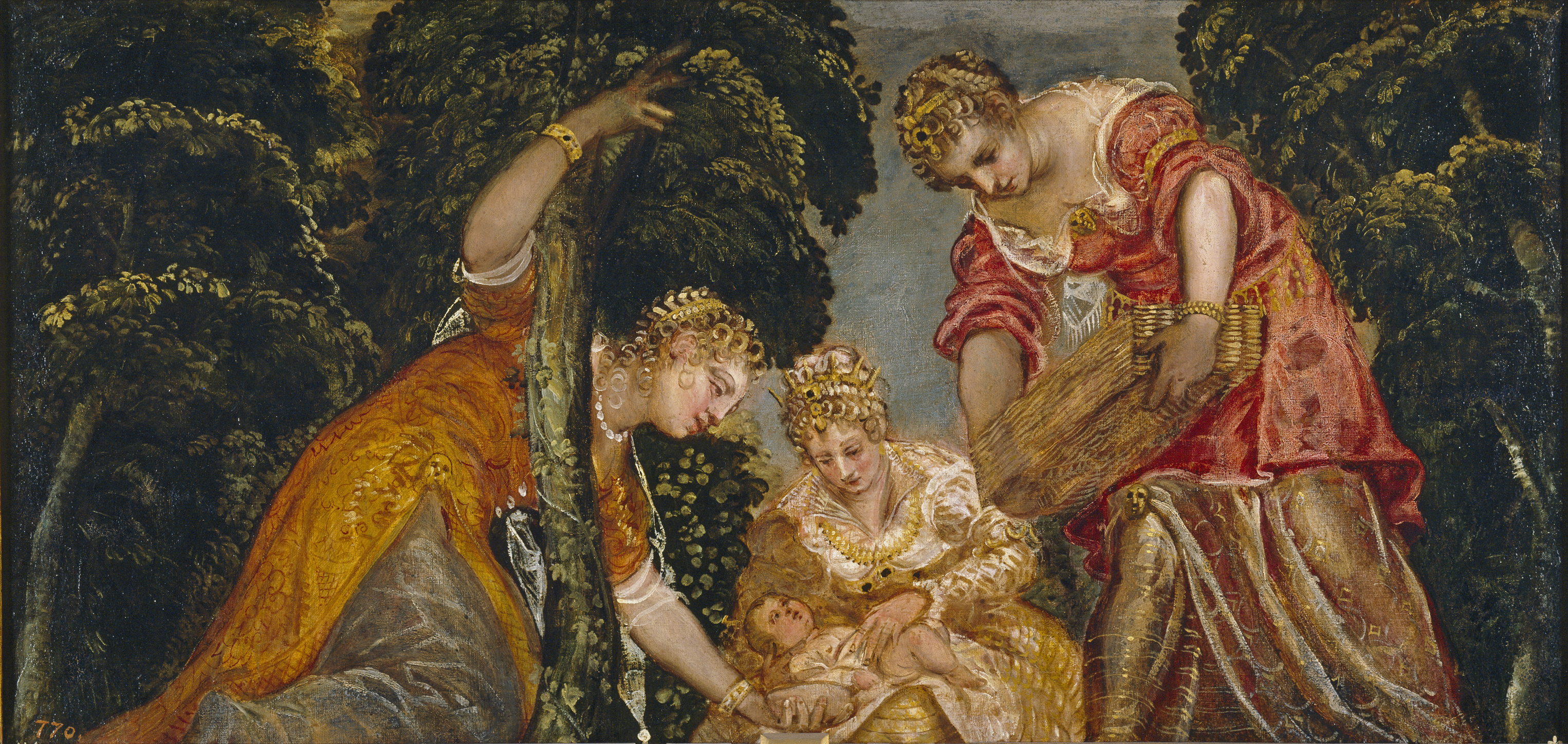
『川から救われるモーセ』(1555年ごろ)　プラド美術館所蔵
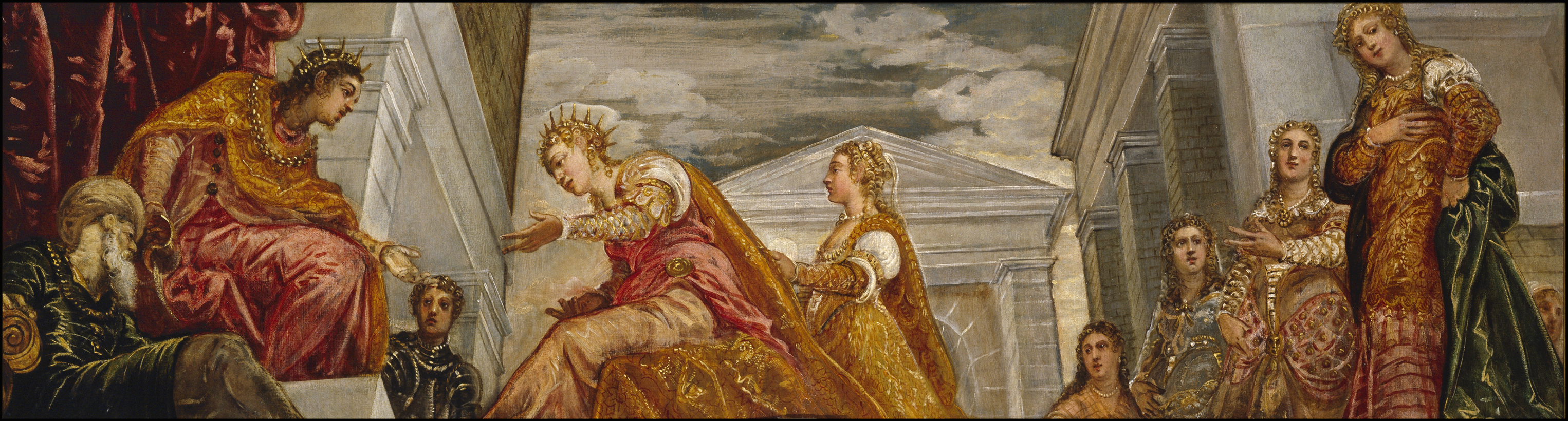
『シバの女王のソロモン訪問』(1555年ごろ)　プラド美術館所蔵
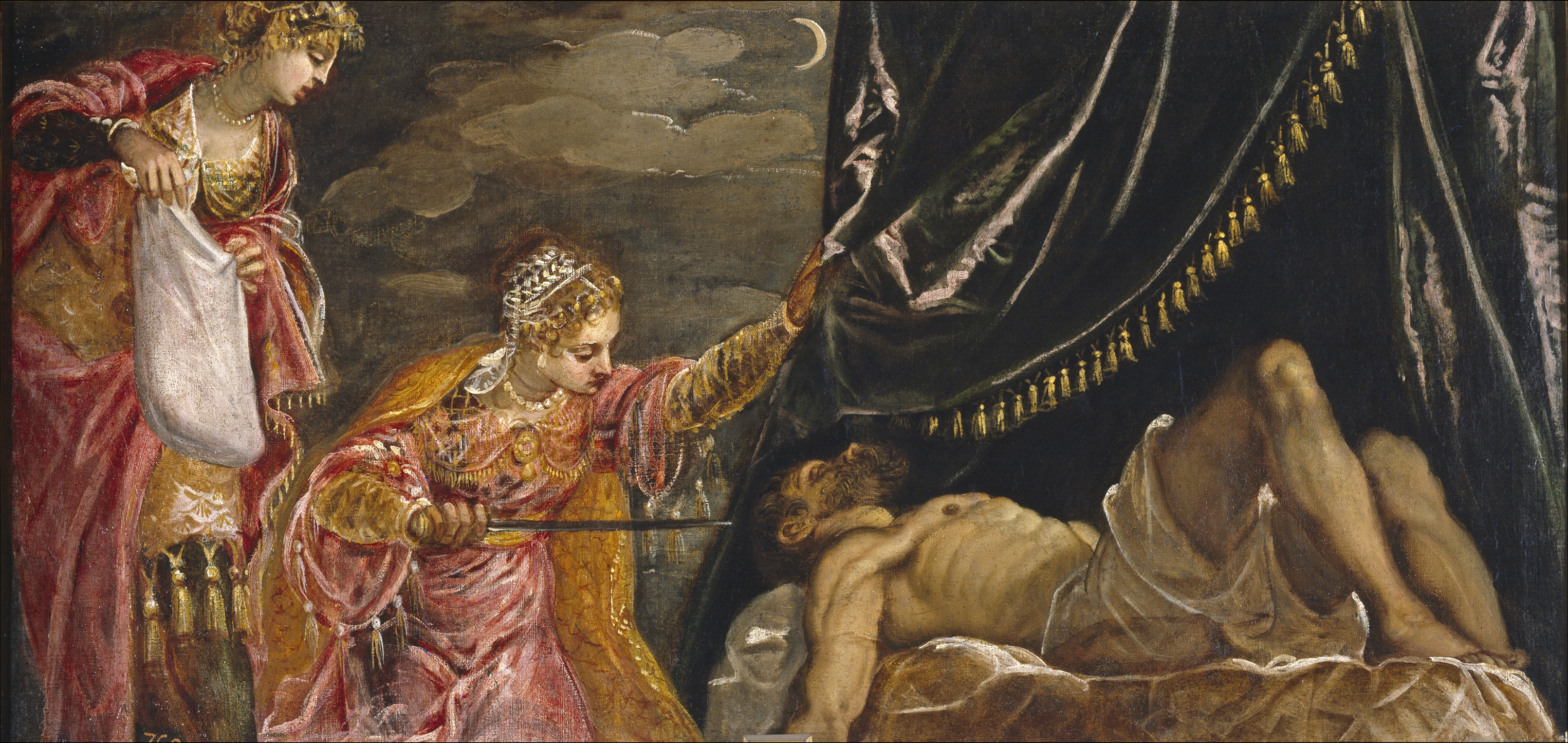
『ユディトとホロフェルネス』(1555年ごろ)　プラド美術館所蔵